# Monotonodites nitidus
Monotonodites nitidus är en skalbaggsart som först beskrevs av August Reichensperger 1923.  Monotonodites nitidus ingår i släktet Monotonodites och familjen stumpbaggar. Inga underarter finns listade i Catalogue of Life.